# ガンダムレオパルド
ガンダムレオパルド (GUNDAM LEOPARD) は、1996年に放送されたテレビアニメ『機動新世紀ガンダムX』に登場する架空の兵器。
作中の軍事勢力である「地球連邦軍（旧連邦）」が、アニメ本編における現代から15年前の大戦期に開発した人型兵器「モビルスーツ (MS) 」の1機種であり、ニュータイプと呼ばれる才能をもつパイロット用に開発された高性能機群「ガンダムタイプ」に属する。ビームと実弾両方の火器を多数内蔵した重火力機であり、足裏の無限軌道を用いた高速走行も可能。劇中では、主要人物のひとりであるロアビィ・ロイの乗機として登場する。
本記事では、改修機であるガンダムレオパルドデストロイの解説も行う。

## 機体解説
第7次宇宙戦争において、旧地球連邦軍が決戦兵器として投入したニュータイプ専用MS「ガンダム」の1機。型式番号ＧＴのＧはガンダムタイプ、Ｔは重装甲タイプである事を意味する。全身に過剰なまでの大量の重火器を内蔵した火力重視型MSとして開発された。大戦中は、フラッシュシステムで制御される専用ビットMS12機と共に重砲撃部隊を編成し無敵を誇ったが、戦争により殆どが失われている。
また、足裏に装備されたローラーによって機動性が確保されており、地上を高速移動する事が可能。他のガンダムタイプと同じく宇宙戦闘にも対応している。
作中では、フリーのMS乗りロアビィ・ロイが死別した恋人の遺品である本機に搭乗し、GXやエアマスターと共に、バルチャー艦フリーデンの主要戦力として活躍する。第28話の対ガブル戦にて、零距離射撃を駆使した捨て身の攻撃で中破し、後述のレオパルドDに改修される。

### 武装
インナーアームガトリング
本機の主力火器で、左腕全体と合体する大型ビームガトリング砲。砲身ユニットはバックパック左側のアームで懸架されており、使用時に左腕をほぼ丸ごと格納し装着する形で運用される。収納した左腕の動力をそのまま転用することができ、サイズに比して機動性を妨げない。高速で発射されるビーム弾は重装甲をも容易に貫通する威力を発揮し、この武装のみで通常のMS一体の総火力を軽く超える。基本的には装着後は戦闘終了時まで外さないのだが、ゲーム作品ではゲームデザイン･システムの都合上か一回の射撃毎に着脱を行う描写に変えられている。劇中では砲身ユニットの頑強さを活かし、敵弾を受ける盾の様な用い方をする場面も見られた。
ヘッドバルカン
頭部両側（額部）に内蔵された機関砲。劇中未使用。
ヘッドキャノン
頭部両側面に内蔵された機関砲。劇中未使用。
ブレストガトリング
コクピット左右の胸部装甲内部に設置された2基のガトリング砲。使用時はハッチを跳ね上げて発砲する。接近戦と遠距離戦の双方で威力を発揮する。
グレネードランチャー
右腕に装備された実弾用ランチャー。大口径2門、小口径4門、計6門の砲口からなる。発砲時は射出機ユニットを前部にスライドして発射する。実弾の他に、側面の小口径砲から信号弾も発射可能。
ショルダーミサイル
右肩アーマー内蔵の多連装ミサイルポッド。肩全体がミサイルポッドになっており、ポッド内部に8基、前部装甲カバー裏に3基、計11基の中型誘導ミサイルを格納する。側面には装甲板が設置されている。
ホーネットミサイル
両脛アーマーに格納される赤外線追尾ミサイル。レーダーの使えない場所でも自動追尾可能。
ビームナイフ
右脛側面にマウントされた接近戦用武装。通常のビームサーベルよりビーム刃が短い分エネルギー消費が少なく、長時間使用が可能。劇中ではアシュタロンのビームサーベルを受け止める際に使用したのみで、攻撃用途に使用された事は無い。
Gビット(GTビット)
フラッシュシステムにより本体と同性能のビットMSを最大12機操るニュータイプ専用武装。ニュータイプ一人で一個中隊規模以上のMSを操り、戦略兵器としても運用可能。本機用のGTビットはインナーアームガトリングやブレストガトリング等、本体と同等の大火力を有し、第7次宇宙戦争時に多大な戦果を挙げたが、戦争によりほとんどが失われ、原作では回想シーンにのみ登場している。
セパレートミサイルポッド
フォートセバーンでの対パトゥーリア戦で使用されたオプション武装。
4基の中型ミサイルを格納したポッドを左脛側面に追加している。取り外しも可能。
ブレードシューズ（スノーダッシャー）
フォートセバーンで使用。接地面積を増やして機体が雪に沈まないようにする目的で作られたミニスキー状の雪上オプション装備。
S-1ユニット
劇中中盤に登場。フリーデンのチーフメカニックキッド・サルサミルが製作した水中戦用オプション装備。小型潜水艇のパーツを流用し製作した多連装魚雷発射管・音響センサー・涙滴型の曳航ソナーが搭載されている背部推進ユニットと、左腕のインナーアームガトリングと換装する小型多連装魚雷発射装置で構成される。甲板に上がった時など不要時には背部推進ユニットを排除できる模様、その際は水中用に換装不能な腕部グレネードランチャーやブレストガトリングなどで応戦する。
漫画『機動新世紀ガンダムX〜UNDER THE MOONLIGHT〜』では、セパレートミサイルポッドを追加し搭載ミサイル全てを魚雷に換えた機体が登場する。

## ガンダムレオパルドデストロイ
ガブルとの戦闘によって大破したロアビィ機をキッド・サルサミルが大規模改修を加えた機体。カラーリングも改修前の緑色とは対照的な赤茶色に変更されている。
原型機からさらなる火力増強がなされており、主力武装の改良により攻撃力、機動力共に高められた。改修前を凌駕する重武装機となっているが、引き続き脚部に装備したローラーダッシュにより地上を高速移動可能で、地上での機動性が確保されている。劇中では飛行する他のガンダムタイプと並走可能な程のスピードを持ち、宇宙空間でも追従可能な機動力を見せた。
『月刊コミックボンボン』で連載された漫画版では、エスタルド編が省略された為、ゾンダーエプタ島でのコルレルとの戦闘で破損した後に改修が行われた後、アニメ本編同様にNT研究所での戦いが初陣となった。

### 武装
ツインビームシリンダー
破壊されたインナーアームガトリングに代わる主力火器。右腕用は四砲身ガトリング砲、左腕用は多数のビーム砲になっており、それぞれバックパック両脇に短縮化した状態で懸架し、使用時に延伸して前腕を差し込む形で装着し前腕部が大型のビーム砲となる。インナーアームガトリングよりも大幅に小型化されているが、片方のみで同等の威力があり、総合的にはインナーアームガトリングの2倍の破壊力を兼ね備えた更に強力な武装へと進化した。更にインナーアームガトリングは指先から肩まで一直線だったがこちらは前腕・肘先までの収納となり、動きの自由度や取り回しが大幅に上昇している。
ヘッドビーム砲
ヘッドバルカン・ヘッドキャノンに代わる頭部内蔵小型ビーム火器。劇中未使用。
リストビーム砲
破壊された右腕グレネードランチャーに代わる、大径1門、小径4門の5連装ビーム砲。宇宙戦を想定している。ツインビームシリンダー装着時は、砲口が覆い隠されるため使用不可。劇中未使用。
11連ミサイルポッド
右肩ショルダーミサイルの発展武装。右肩駆動部の改良のためにセパレート化され、左肩先端のハードポイントに連装型ランチャーポッドの形で装備される。
ショルダーランチャー
両肩アーマー上部に計4門装備された追加武装。ショルダーミサイルの移設で余剰スペースが生じたため採用された。ビーム兵器なのか実弾兵器なのかは資料によって曖昧である。
ビームキャノン
右肩先端のハードポイントに装備された2連装ビーム砲。ハードポイント基部で旋回できるため、前後や上下方向を自在に射撃可能。
ホーネットミサイル
ブレストガトリング
ビームナイフ
セパレートミサイルポッド
改修前と同様の装備。ビームナイフとセパレートミサイルポッドは劇中未使用。
ヒートアックス
ハンドガードが付いた手斧状の接近戦用武装。高温に熱せられた特殊金属の刃で敵の装甲を熔断する。不使用時は左腰部に装着される。劇中未使用。
Gビット（GTビット）
設定のみで原作未使用。

## Gファルコンレオパルドデストロイ（GファルコンレオパルドD）
ガンダムレオパルドデストロイがGファルコンと合体した形態。ガンダムレオパルドデストロイのバックパック部にGファルコンのBパーツを接続する。大気圏内での飛行が可能となり、劇中では反連邦勢力の基地内でテスト飛行を行っている。合体する事で機動性が飛躍的に上昇し、ビーム兵器を効率よく使用可能になる。また、宇宙空間においても搭載武装の性質上360°死角が無く、通常戦闘時の火力はガンダムダブルエックスをも上回る。また、設定ではGファルコンDXとほぼ同様の戦闘機形態にも変形可能であり、レオパルドデストロイの火力を生かした重戦闘爆撃機とした媒体も見られた。だが、劇中で披露する事は無かった。

## GTビット
レオパルド専用のGビット。第七次宇宙戦争の最終局面で用いられた。インナーアームガトリングを装備し、親機同様の高い火力を有する。

## 備考
当機のビームナイフの刃の色には各種あり、レオパルドのプラモデルではオレンジ、レオパルドデストロイはアニメ本編のレオパルドと同じグリーンとなっている。ゲーム作品ではこれに準じているが、アニメ本編でのレオパルドデストロイはナイフを未使用のため色が変更されているかは定かではない。また、ショルダーミサイル・ヒートアックスはそれぞれエアマスターと旧革命軍機用武装に同名のものが存在するがデザイン等に関連性は無い。